# Takin' Off
Takin' Off is het debuutalbum van de Amerikaanse jazzpianist Herbie Hancock.

## Tracklist en bezetting
1. Watermelon Man – 7:09

2. Three Bags Full – 5:27

3. Empty Pockets – 6:09

4. The Maze – 6:45

5. Driftin – 6:58

6. Alone and I – 6:25
Bonustracks op de heruitgave
7. Watermelon Man (Alternate take) – 6:33

8. Three Bags Full (Alternate take) – 5:31

9. Empty Pockets (Alternate take) – 6:27
- Herbie Hancock — piano
- Freddie Hubbard — trompet
- Dexter Gordon — tenorsaxofoon
- Butch Warren — contrabas
- Billy Higgins — drums

## Productie
Het album werd op 28 mei 1962 opgenomen in de Van Gelder Studio in Englewood Cliffs. Het kwintet had een typische bebopbezetting: Freddie Hubbard op trompet, Dexter Gordon op tenorsaxofoon en een ritmesectie met piano, contrabas en drums. Pianist en bandleider Herbie Hancock schreef alle zes nummers. Het bluesy openingsnummer Watermelon Man schreef hij naar eigen zeggen in de hoop om een groot publiek te bereiken.

## Uitgave en ontvangst
Het album werd in oktober 1962 uitgebracht door Blue Note Records. Het album werd goed ontvangen, een recensent noemde het "een van de meest talentvolle en prachtige debuuts in de jazzanalen". Het album werd opgemerkt door Miles Davis, waarop hij Herbie Hancock in 1963 in zijn band opnam.
Watermelon Man bereikte de Top 100 in de hitlijst en werd een populaire jazzstandard. Het nummer bereikte een groter publiek toen Mongo Santamaría in hetzelfde jaar een Latin popversie van het nummer als single uitbracht.
In 2007 remasterde Rudy Van Gelder de oude mono-opname naar een 24-bits stereo-opname en uitgebracht in de RVG Edition-serie van Blue Note.